# Alberto Guerra
Alberto Guerra López (ur. 8 maja 1944 w Ciudad Juárez) – meksykański piłkarz występujący na pozycji środkowego pomocnika, później trener piłkarski.

## Kariera klubowa
Guerra urodził się w mieście Ciudad Juárez, jednak w wieku pięciu lat jego rodzice zdecydowali przeprowadzić się do Guadalajary. Tam Alberto zapisał się do drużyny młodzieżowej klubu Chivas de Guadalajara, gdzie jego dobre występy zaowocowały powołaniami do młodzieżowej reprezentacji stanu Jalisco. Do seniorskiej ekipy został włączony jako dwudziestolatek przez szkoleniowca Javiera de la Torre i w meksykańskiej Primera División zadebiutował 23 sierpnia 1964 w meczu derbowym z Atlasem. Już w swoim premierowym sezonie, 1964/1965, wywalczył jedyne w swojej karierze mistrzostwo Meksyku, jednak pozostawał wówczas wyłącznie rezerwowym graczem drużyny. W tym samym 1965 roku zdobył również krajowy superpuchar – Campeón de Campeones. Podczas rozgrywek 1966/1967 dotarł do finału pucharu kraju – Copa México, za to w sezonie 1968/1969, regularnie występując już w wyjściowej jedenastce, osiągnął z Chivas tytuł wicemistrza Meksyku. Bezpośrednio po tym sukcesie odszedł do CF Monterrey, gdzie podobnie jak w Chivas spędził pięć lat, będąc podstawowym piłkarzem, lecz nie zdołał wywalczyć żadnego osiągnięcia. W połowie 1974 przeszedł do beniaminka najwyższej klasy rozgrywkowej, Atlético Potosino, gdzie również nie zdobył żadnego trofeum i zakończył karierę piłkarską w wieku 32 lat.

## Kariera trenerska
Zaraz po zakończeniu piłkarskiej kariery Guerra znalazł zatrudnienie w swoim ostatnim klubie, Atlético Potosino, gdzie początkowo trenował juniorów i rezerwy, zaś w połowie 1978 roku został szkoleniowcem pierwszego zespołu, zastępując na tym stanowisku Luisa Grilla. Pracował tam przez kolejne cztery lata, nie zdobywając żadnego trofeum, lecz osiągał ponadprzeciętne wyniki jak na możliwości drużyny; w rozgrywkach 1978/1979 zajął nawet drugie miejsce w tabeli regularnego sezonu. W 1982 roku podpisał umowę z kolejnym ze swoich byłych klubów, Chivas de Guadalajara, gdzie spędził w roli trenera kolejne siedem lat. Już w pierwszym sezonie, 1982/1983, zdobył z tą drużyną wicemistrzostwo Meksyku, sukces ten powtarzając również rok później, podczas rozgrywek 1983/1984. W sezonie 1986/1987 doprowadził za to Chivas do pierwszego od siedemnastu lat tytułu mistrzowskiego. Prowadził również swoją drużynę w kilku edycjach najbardziej prestiżowych rozgrywek północnoamerykańskiego kontynentu, Pucharu Mistrzów CONCACAF, jednak nie odniósł w nich większych sukcesów.
W 1989 roku Guerra został selekcjonerem reprezentacji Meksyku, będąc na tym stanowisku następcą Mario Velarde. Kadrę poprowadził jednak tylko w trzech spotkaniach – z Salwadorem (2:0), Gwatemalą (2:1) i Polską (3:1) – po czym, mimo dobrych wyników i zwycięstwa w towarzyskim turnieju Copa Amistad, odszedł z drużyny narodowej wskutek konfliktu z władzami Meksykańskiego Związku Piłki Nożnej. Szybko znalazł jednak nową pracę, tym razem w Club Universidad de Guadalajara, z którym odniósł kolejne sukcesy w karierze trenerskiej; w sezonie 1989/1990 zdobył z nim trzecie już wicemistrzostwo Meksyku, zaś w rozgrywkach 1990/1991 triumfował w Copa México. W 1992 roku został szkoleniowcem kolejnej drużyny z Guadalajary, Tecos UAG, w której bez większych sukcesów pracował przez rok, po czym powrócił do swojego macierzystego Chivas de Guadalajara. Tam pozostawał z kolei przez dwa sezony, lecz mimo dobrych wyników nie zdołał nawiązać do osiągnięć odnoszonych z tym klubem podczas pierwszej kadencji.
W listopadzie 1995 Guerra zastąpił Carlosa Reinoso na stanowisku szkoleniowca klubu Toros Neza z siedzibą w mieście Nezahualcóyotl. Poprowadził go do końca sezonu 1995/1996, w 22 spotkaniach notując dziesięć zwycięstw, siedem remisów i pięć porażek, po czym podpisał umowę ze spadkowiczem z Primera División – drużyną Tigres UANL z Monterrey. Za jego sprawą zespół już po roku powrócił do najwyższej klasy rozgrywkowej, wygrywając zarówno jesienne rozgrywki Invierno 1996, jak i wiosenne Verano 1997, co po zakończeniu sezonu 1996/1997 zaowocowało awansem do pierwszej ligi. Tam notował jednak z Tigres słabe wyniki i został zwolniony z końcem sierpnia 1997. W lutym 1998 został trenerem Club León, gdzie pracował przez kolejne siedem miesięcy, lecz nie odniósł żadnych sukcesów i opuścił stanowisko po serii pięciu meczów bez zwycięstwa. Z początkiem 1999 roku powrócił do Toros Neza, lecz we wrześniu tego samego roku został zwolniony; w 25 spotkaniach jego podopieczni ponieśli aż trzynaście porażek. Jesienią 2001 trenował jeszcze beniaminka pierwszej ligi, CF La Piedad, lecz w siedmiu meczach nie odniósł żadnego zwycięstwa, zaś wiosną 2003 po raz drugi prowadził Tecos UAG, również z fatalnym skutkiem (zwycięstwo, dwa remisy i sześć porażek w dziewięciu konfrontacjach).
Żonaty z Glorią Vázquez, jego córka Ely Guerra jest popularną meksykańską piosenkarką.